# Dragon Ball: Shenron no Densetsu
Dragon Ball: Shenron no Densetsu (ドラゴンボール 神龍の伝説, Doragon Bōru Shenron no Densetsu, Dragon Ball: A Lenda de Shenron (título em Portugal) ou Dragon Ball: A Lenda de Shenlong (título no Brasil)) é um filme de animação japonês realizado por Daisuke Nishio e escrito por Toshiki Inoue, com base no manga homónimo de Akira Toriyama. Foi exibido originalmente no Japão pelo Festival de Manga da Toei (東映まんがまつり, Tōei Manga Matsuri) a 20 de dezembro de 1986, e em Portugal foi lançado directamente em VHS pela Prisvideo em maio do ano de 1997.

## Elenco
| Personagem                                    | Japão                                     | Portugal            | Brasil                                       | Brasil                                                                       |
| Personagem                                    | Japão                                     | Portugal            | Dublagem original (BKS)                      | Versão redobrada (Álamo)                                                     |
| --------------------------------------------- | ----------------------------------------- | ------------------- | -------------------------------------------- | ---------------------------------------------------------------------------- |
| Son Goku                                      | Masako Nozawa                             | Henrique Feist      | Márcia Gomes                                 | Ursula Bezerra                                                               |
| Bulma                                         | Hiromi Tsuru                              | Cristina Cavalinhos | Daniella Piquet                              | Tânia Gaidarji                                                               |
| Oolong                                        | Naoki Tatsuta                             | Ricardo Spínola     | Tatá Guarnieri Daoiz Cabezudo (transformado) | Angelica Santos Sidney Lilla (forma de ogro) César Marchetti (forma de robô) |
| Yamcha                                        | Tōru Furuya                               | António Semedo      | Rodrigo Andreatto                            | Márcio Araújo                                                                |
| Pual (Puar)                                   | Naoko Watanabe                            | Fernanda Figueiredo | Leda Figueiró                                | Rita Almeida                                                                 |
| Kame Sennin (Tartaruga Genial ou Mestre Kame) | Kōhei Miyauchi                            | Ricardo Spínola     | Eleu Salvador                                | Gileno Santoro                                                               |
| Shenron (Shenlong)                            | Kenji Utsumi                              | Ricardo Spínola     |                                              | Antônio Moreno                                                               |
| Pasta                                         | Mami Koyama                               | Cristina Cavalinhos | Adriana Pissardini                           | Adriana Pissardini                                                           |
| Pansy                                         | Tomiko Suzuki                             | Fernanda Figueiredo | Fernanda Bullara                             | Tatiane Keplmair                                                             |
| Pai de Pansy                                  | Shōzō Iizuka                              | Henrique Feist      | Luiz Laffey                                  | Mauro Castro                                                                 |
| Mãe de Pansy                                  | Reiko Suzuki                              | Fernanda Figueiredo |                                              |                                                                              |
| Umigame                                       | Daisuke Gōri                              | António Semedo      | Mário Jorge Montini                          | Sidney Lilla                                                                 |
| Bongo                                         | Gorō Naya                                 | António Semedo      | Marcelo Pissardini                           | Guilherme Lopes                                                              |
| Rei Gourmet (Gurume)                          | Shūichirō Moriyama                        | Ricardo Spínola     | Daoiz Cabezudo                               | Luiz Laffey                                                                  |
| Motoristas                                    | Ryōichi Tanaka Michitaka Kobayashi        |                     |                                              |                                                                              |
| Soldado                                       | Kōji Totani                               |                     |                                              |                                                                              |
| Aldeões                                       | Masaharu Satō Kazumi Tanaka Masato Hirano |                     |                                              |                                                                              |
| Narrador                                      | Jōji Yanami                               | António Semedo      | Gilberto Rocha                               | Daoiz Cabezudo                                                               |

## Músicas
Abertura
- Makafushigi Adventure! (魔訶不思議アドベンチャー！, Makafushigi Adobenchā!)
  - Letras: Yuriko Mori / Música: Takeshi Ike / Arranjos: Kōhei Tanaka / Intérprete: Hiroki Takahashi

Encerramento
- Romantic Ageru yo (ロマンティックあげるよ, Romantikku Ageru yo)
  - Letras: Takemi Yoshida / Música: Takeshi Ike / Arranjos: Kōhei Tanaka / Intérprete: Ushio Hashimoto